# Ramón Rodríguez Chacín
Ramón Emilio Rodríguez Chacín (Santa Ana, Estado Anzoátegui, 9 de noviembre de 1951) es un militar y político venezolano. Después de participar en la Masacre de El Amparo y en el segundo intento de golpe de Estado en Venezuela de 1992, Rodríguez Chacín apoyó la candidatura de Hugo Chávez y sirvió como Ministro de Interior y Justicia y como gobernador del estado Guárico.

## Biografía
Realizó la carrera militar ingresando en la Escuela Naval de Venezuela, graduado de Ciencias Navales y obteniendo el grado de alférez de Navío, se dio de baja como oficial con el grado de Capitán de Navío tras una trayectoria en la que tuvo que usar técnicas tácticas, estratégicas y marciales, lo cual le ganaría el sobrenombre de "Rambo" Rodríguez Chacín. Docente de la Escuela de Ciencias Administrativas, llegando a ser el Coordinador del Área de Planificación Estratégica. En el año 1988 formó parte del Comando Específico José Antonio Páez (CEJAP). Poco después de su retiro de las FANB ejerció como Docente de la Escuela de Ciencias Administrativas, donde alcanzó el cargo de Coordinador del Área de Planificación Estratégica, afianzando aún más su capacidad administrativa y estratégica. Destaca también su desempeño en distintas escuelas de Karate-Do, donde alcanzó el rango de 4rto Dan.

## Trayectoria
Según el expediente del caso y los testimonios de los sobrevivientes, Rodríguez Chacín es, junto a Henry López Sisco, uno de los autores intelectuales de la masacre de El Amparo realizada por un grupo mixto policial-militar el 29 de octubre de 1988 en el caño Las Coloradas en el estado Apure. El para entonces capitán de navío Rodríguez Chacín, junto con el comisario López Sisco, entre otros, formaba parte del Comando Específico José Antonio Páez (CEJAP), responsable de los hechos y de por lo menos el asesinato de 42 personas más en operaciones previas, conocidas como “Los Amparitos”.
Participó en el segundo intento de golpe de Estado de Venezuela de 1992 contra el presidente Carlos Andrés Pérez, siendo encarcelado por el mismo, pero el presidente Rafael Caldera lo indultó en 1994, como lo hizo con los demás militares involucrados. Apoyó poco después la candidatura presidencial del entonces teniente coronel Hugo Chávez, quien accedió al poder en 1999 tras su triunfo electoral.
El 24 de enero de 2002 fue designado por el presidente Chávez como Ministro del Interior y Justicia, en reemplazo de Luis Miquilena, que había renunciado al cargo. Ocupó su cargo durante el golpe de Estado de 2002 , eventos que culminarían con el entonces presidente de Fedecámaras Pedro Carmona asumiendo el poder temporalmente. Durante el suceso en cuestión, un grupo de ciudadanos enardecidos rodearon y atacaron la vivienda de Rodríguez Chacín; posteriormente Rodríguez Chacín sería aprehendido y golpeado por la turba. Denunció que Henrique Capriles y Leopoldo López, entonces alcaldes de Baruta y Chacao respectivamente, lo detuvieron y allanaron su vivienda sin orden de detención o de allanamiento, siendo él aún ministro en funciones; la orden llegaría después de realizado el procedimiento, siendo emitida por la jueza de control Mónica Fernández, quien no se encontraba de guardia ese día. Luego de la restauración de Hugo Chávez a la presidencia, fue liberado y restituido en su cargo el 14 de abril de 2002.
Por razones personales cesó en el ministerio y posteriormente retomó su labor de mediador. Trabajó en las negociaciones para la liberación del empresario secuestrado Richard Boulton por los paramilitares de las Autodefensas de Colombia. En diciembre de 2007 fue designado por el gobierno de Chávez como coordinador especial de la Operación Emmanuel para facilitar la entrega del hijo de la política secuestrada colombiana Clara Rojas, nacido en cautiverio e igualmente en manos de la Fuerzas Armadas Revolucionarias de Colombia.
El 4 de enero de 2008 fue nombrado nuevamente como Ministro del Interior y Justicia. Dejó el cargo en septiembre del mismo año. El 11 de septiembre el ex ministro del Interior Ramón Rodríguez es sancionado por la Oficina de Control de Activos Extranjeros (OFAC) junto a Henry Rangel Silva director de la policía secreta venezolana, y al ex mayor general Hugo Carvajal derector de la DGCIM Se desempeñó como gobernador del estado Guárico, cargo al que accedió con el 71% de votos en las elecciones del 16 de diciembre de 2012.[cita requerida]
El 1 de julio de 2021, la ONG Fundaredes le solicitó al Ministerio Público investigar la relación de Rodríguez Chacín y de su esposa, Carola de Rodríguez, con el ELN. El director de la ONG, Javier Tarazona, recordó que hacía unas semanas Fundaredes denunció también ante el ente la existencia de “casas seguras” para la operatividad de los cabecillas del ELN de los disidentes de las FARC, quienes contarían con “protección” de funcionarios de seguridad del Estado; según Tarazona, algunas de estas casas pertenecen a Rodríguez Chacín.